# Chadenac
Chadenac ist eine westfranzösische Gemeinde mit 526 Einwohnern (Stand 1. Januar 2022) im Département Charente-Maritime in der Region Nouvelle-Aquitaine.

## Lage
Chadenac liegt ca. 40 Meter ü. d. M. in einer Entfernung von etwa 32 Kilometer (Fahrtstrecke) südöstlich von Saintes in der Kulturlandschaft der Saintonge. Die Hauptstadt des Kantons, Pons, liegt etwa 12 Kilometer nordwestlich. Weitere Orte mit eindrucksvollen romanischen Kirchen liegen nur wenige Kilometer entfernt: Pérignac, Bougneau, Échebrune, Biron, Avy, Marignac u. a.

## Bevölkerungsentwicklung
| Jahr      | 1968 | 1975 | 1982 | 1990 | 1999 | 2007 | 2016 | 2019 |
| Einwohner | 531  | 473  | 429  | 424  | 425  | 410  | 489  | 511  |

In der ersten Hälfte des 19. Jahrhunderts hatte der Ort um die 800 Einwohner, doch durch die Reblauskrise und die zunehmende Mechanisierung der Landwirtschaft ging die Einwohnerzahl stetig zurück.

## Wirtschaft
Die Landwirtschaft (Getreide und Wein) spielt immer noch die größte Rolle im Wirtschaftsleben der kleinen Gemeinde, die zum Weinbaugebiet der Fins Bois in der Region Cognac gehört. Seit den 1970er und 1980er Jahren ist der Tourismus (Vermietung von Ferienwohnungen) als wichtige Einnahmequelle des Ortes hinzugekommen.

## Geschichte
Über die Geschichte von Chadenac sind keine speziellen Informationen publiziert. Die Geschichte des Ortes dürfte jedoch eng mit der ehemaligen Prioratskirche Saint-Martin verknüpft sein.

## Sehenswürdigkeiten
Siehe auch: Liste der Monuments historiques in Chadenac